# Wolkowo-Friedhof
Der Wolkowo-Friedhof (russisch Во́лково кла́дбище oder Во́лковское кла́дбище) ist ein 26 Hektar großer Friedhof in Sankt Petersburg (Russland) und besteht aus einem orthodoxen und einem  lutheranischen Teil. Er befindet sich im Rajon Frunse südlich der Innenstadt, unweit der U-Bahn-Station Wolkowskaja. Bekannt ist er vor allem durch den Ehrenabschnitt Literatorskije mostki („Literatenbrücken“, Литераторские мостки), wo sich Grabstätten zahlreicher Schriftsteller, Dichter, Künstler und Wissenschaftler befinden.

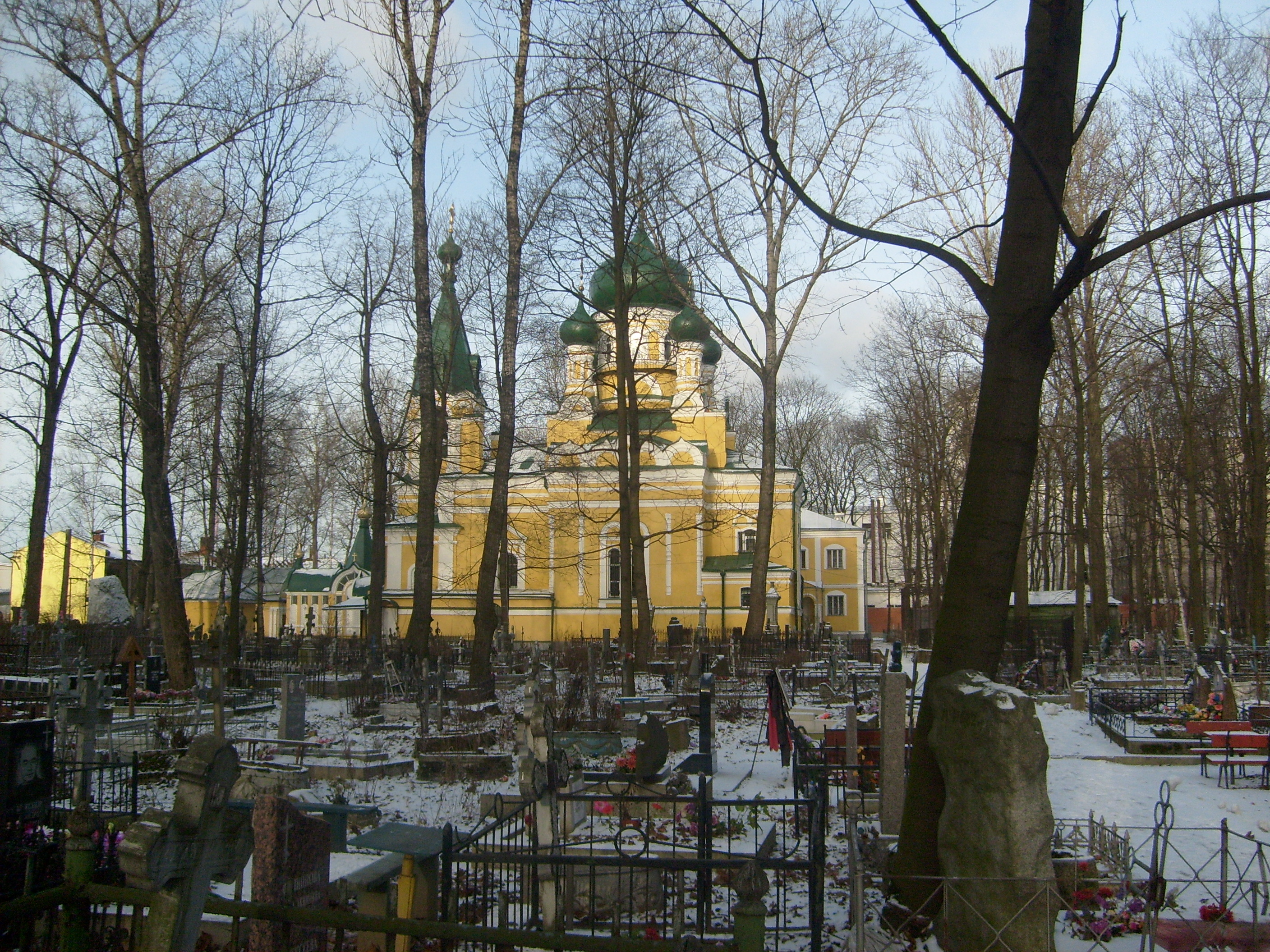
Wolkowo-Friedhof mit der St.-Job-Kirche

## Geschichte

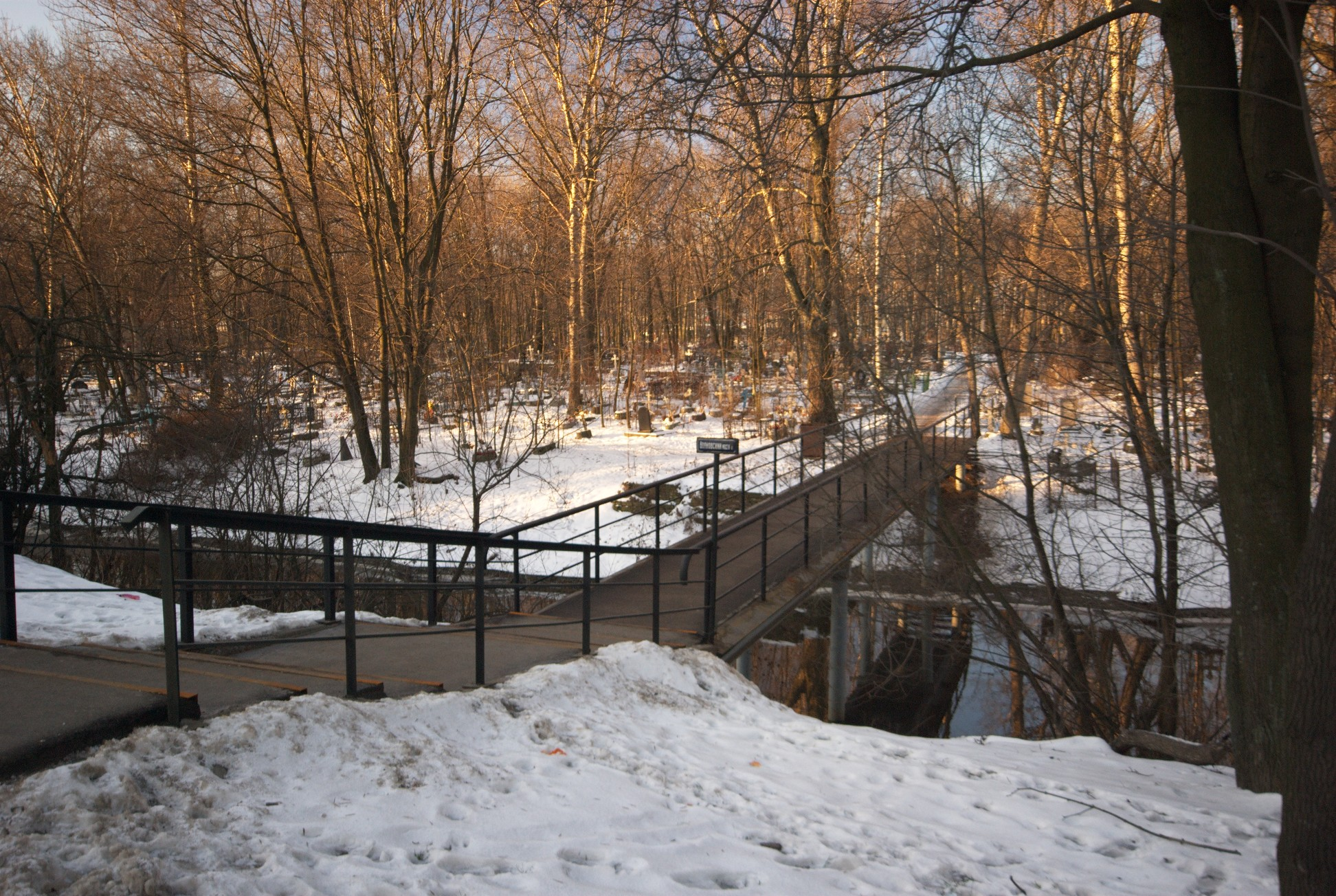
Brücke über die Wolkowka auf dem Friedhof

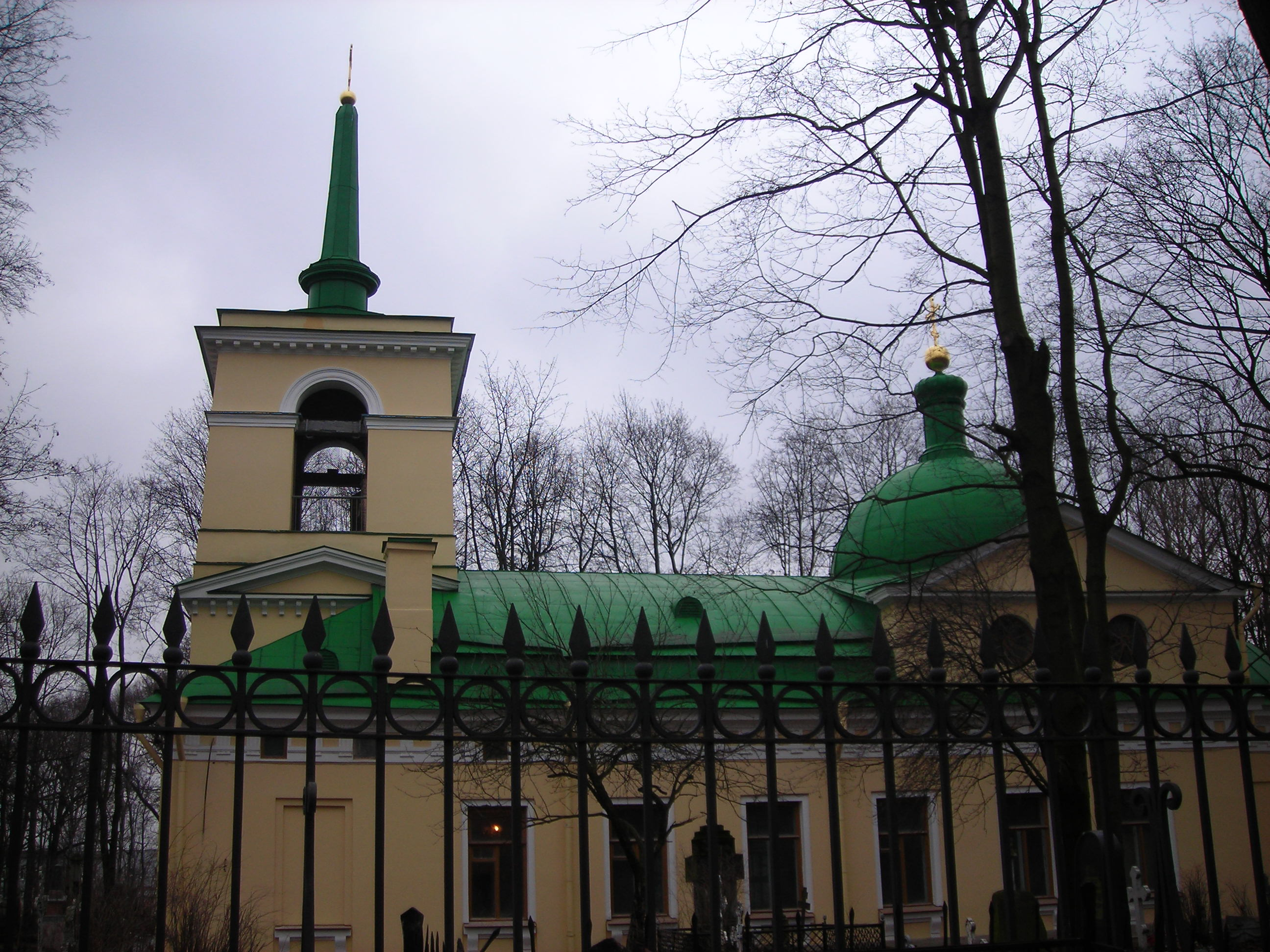
Auferstehungskirche

Namensgebend für den Friedhof ist das ehemalige Dorf Wolkowka bzw. Wolkowo, das im 17. Jahrhundert erstmals erwähnt wurde. 1719 wurde dort ein kleiner Gottesacker an der Johannes-der-Täufer-Kirche angelegt. Mitte des 18. Jahrhunderts wurde dieser Friedhof jedoch aufgelöst und in seiner Nähe mit dem heutigen Wolkowo-Friedhof einer von drei neuen Großfriedhöfen der Stadt gegründet. Als Entstehungsdatum des Wolkowo-Friedhofs gilt der 11. Mai 1756, als seine Gründung per Erlass der Kaiserin Elisabeth besiegelt wurde. Die neue Nekropole wurde am Ufer eines kleinen Newa-Nebenflusses angelegt, welcher erst im 19. Jahrhundert seinen heutigen Namen Wolkowka erhielt.
Anfangs galt der Wolkowo-Friedhof als Armenbegräbnisstätte. Er war nur rund 2000 m² groß und verfügte lediglich über eine Holzkapelle, jedoch kein eigenes Gotteshaus. Die Anlage wurde über Jahrzehnte kaum gepflegt und es gab keine räumliche Ordnung für Neubegräbnisse, weswegen der Friedhof auch heute noch über eine sehr ungeordnete Struktur und nur wenige Gehwege verfügt. Die erste Kirche auf dem Wolkowo-Friedhof, ursprünglich aus Holz errichtet, wurde Ende 1759 eingeweiht. 1777 wurde sie durch eine neue ergänzt, welche 1782 abbrannte und bis 1785 durch die heutige Auferstehungskirche in Stein ersetzt wurde. Die erste Holzkirche des Friedhofs wurde 1795 wegen Baufälligkeit abgerissen und erst 1842 durch einen Nachfolgebau – die heutige Erlöserkirche – ersetzt. Im weiteren Verlauf des 19. Jahrhunderts entstanden auf dem Friedhof zwei weitere Kirchen: Die Allerheiligenkirche (1852) sowie die Kirche des Hl. Job (1887), zudem wurde das Ensemble 1832–34 um einen Glockenturm erweitert.
Im späteren 18. und insbesondere im 19. Jahrhundert gehörte der Friedhof bereits zu den größten in Sankt Petersburg, da sein Territorium mehrmals erweitert wurde. 1812 wurden dort Gehwege angelegt und zusätzliche Bäume gepflanzt. 1885 gab es bereits rund 600.000 Begräbnisse auf dem Wolkowo-Friedhof, darunter auch zahlreiche Prunk-Grabmäler wohlhabender Bürger. Noch um 1910 zeigte der Schweizerische Mittelschulatlas den Friedhof auf freiem Feld vor der Stadt. Nach der Oktoberrevolution 1917 wurde ein Teil des Friedhofs entwidmet, wobei die bekanntesten dort vorhandenen Gräber auf andere Abschnitte umgebettet, die meisten jedoch zerstört wurden. Auch die Allerheiligenkirche aus dem Jahr 1852 sowie die 1913 errichtete Mariä-Entschlafens-Kirche wurden abgerissen; die Erlöserkirche wurde entwidmet und zur Werkshalle einer Steinmetzzeche umgebaut. Im Zweiten Weltkrieg wurden auf dem Friedhof während der deutschen Belagerung der Stadt (1941–1944) Massengräber für zivile Opfer der Belagerung ausgehoben.
Im Laufe seiner Geschichte wurde der Friedhof nicht nur für Begräbnisse russisch-orthodoxer Christen genutzt: So entstand Ende des 18. Jahrhunderts neben dem orthodoxen Abschnitt am anderen Ufer der Wolkowka der lutherische Abschnitt und nördlich davon existierte bis in die 1930er-Jahre hinein ein kleiner Abschnitt für altorthodoxe Gläubige.
Auf einzelnen Abschnitten des Wolkowo-Friedhofs werden bis heute Beisetzungen durchgeführt.

## Gräber prominenter Personen

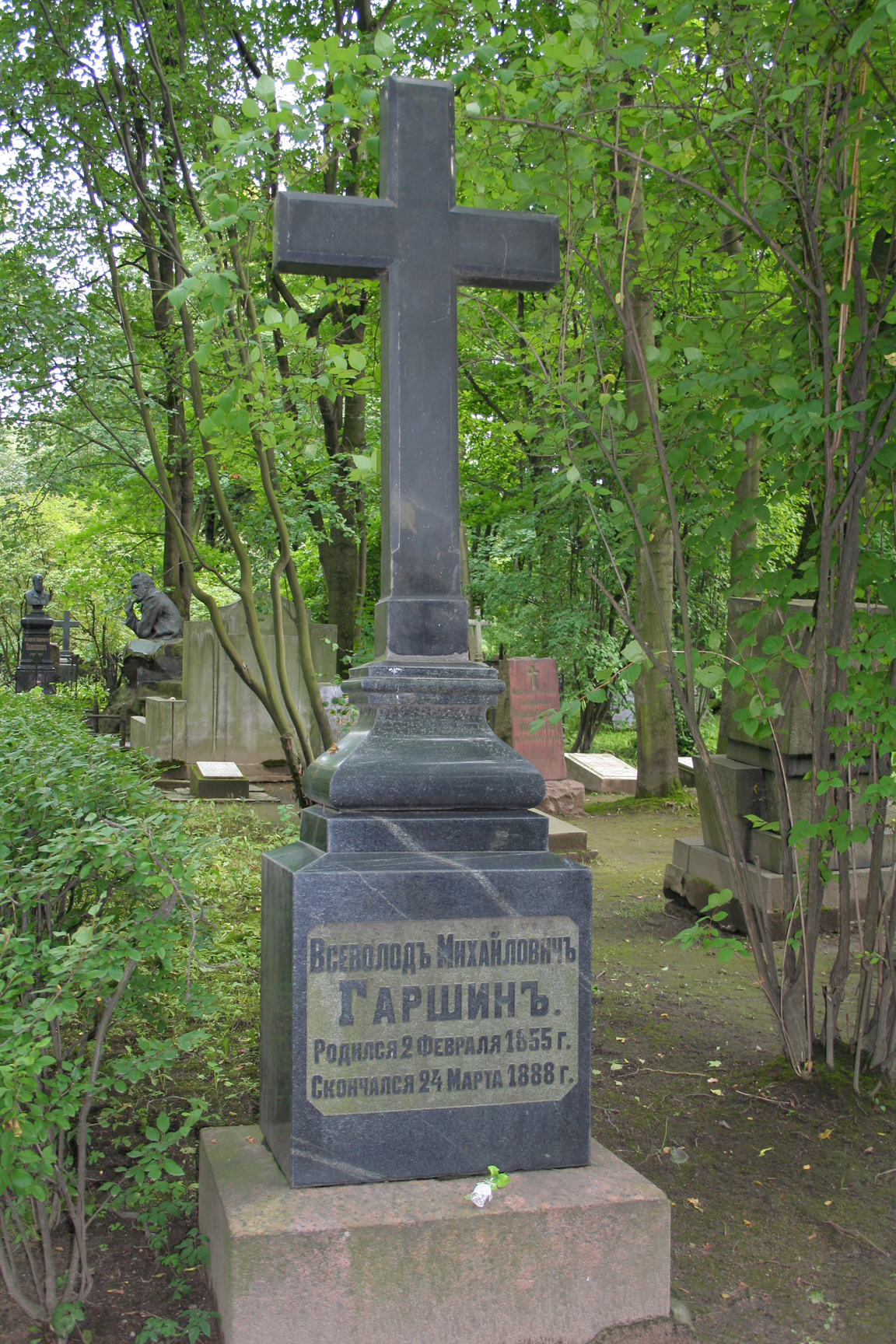
Grab von Garschin

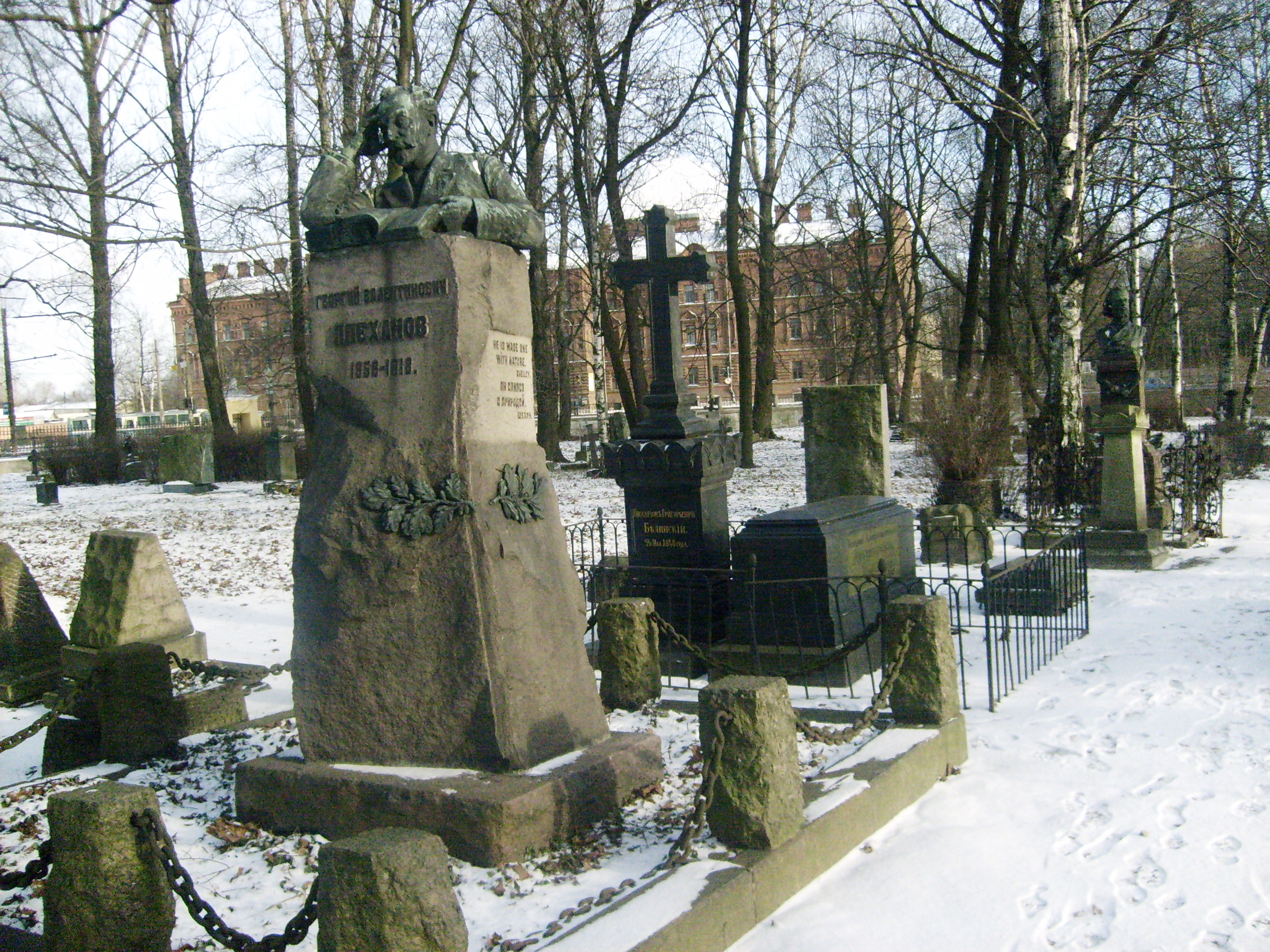
Gräber von Plechanow, Belinski und Dobroljubow

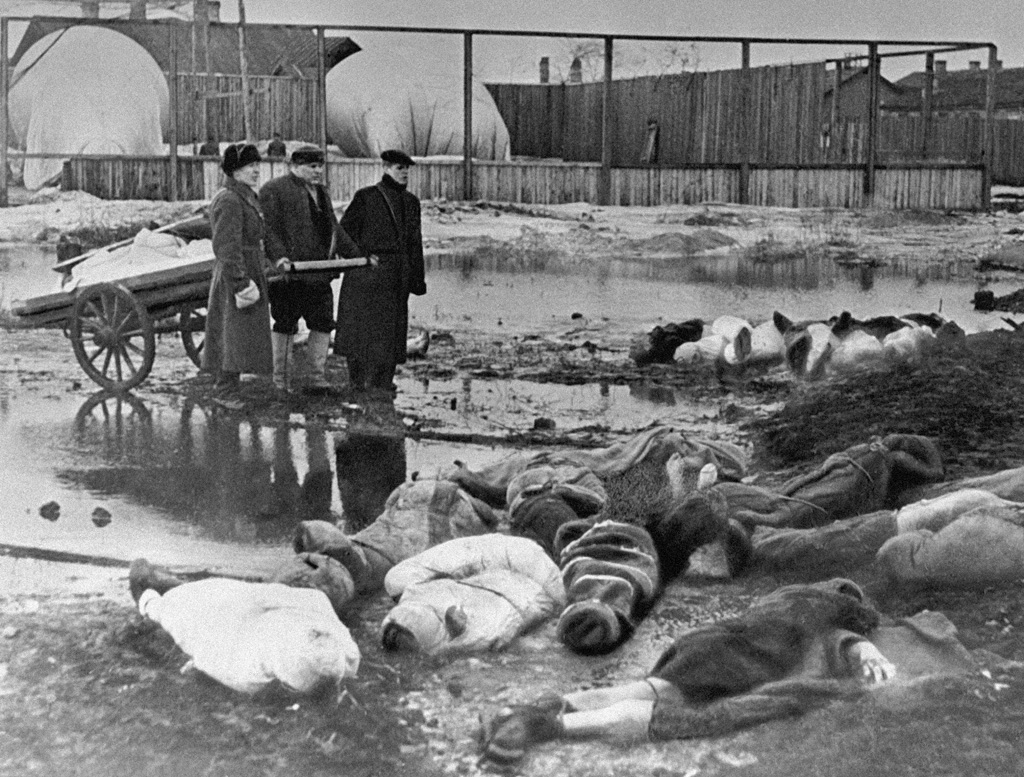
Beisetzung von Opfern der Blockade Leningrads im Oktober 1942

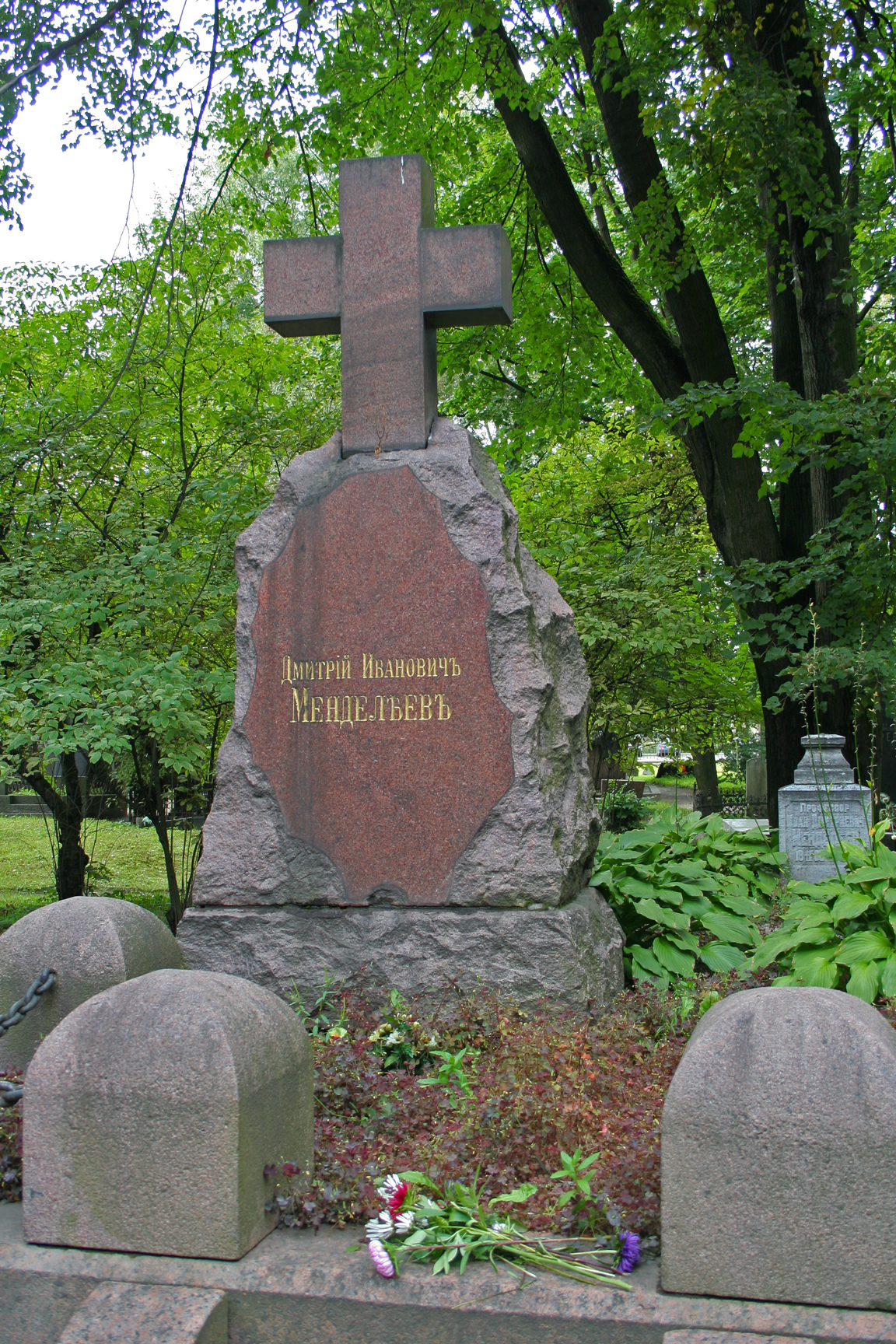
Grab von Mendelejew

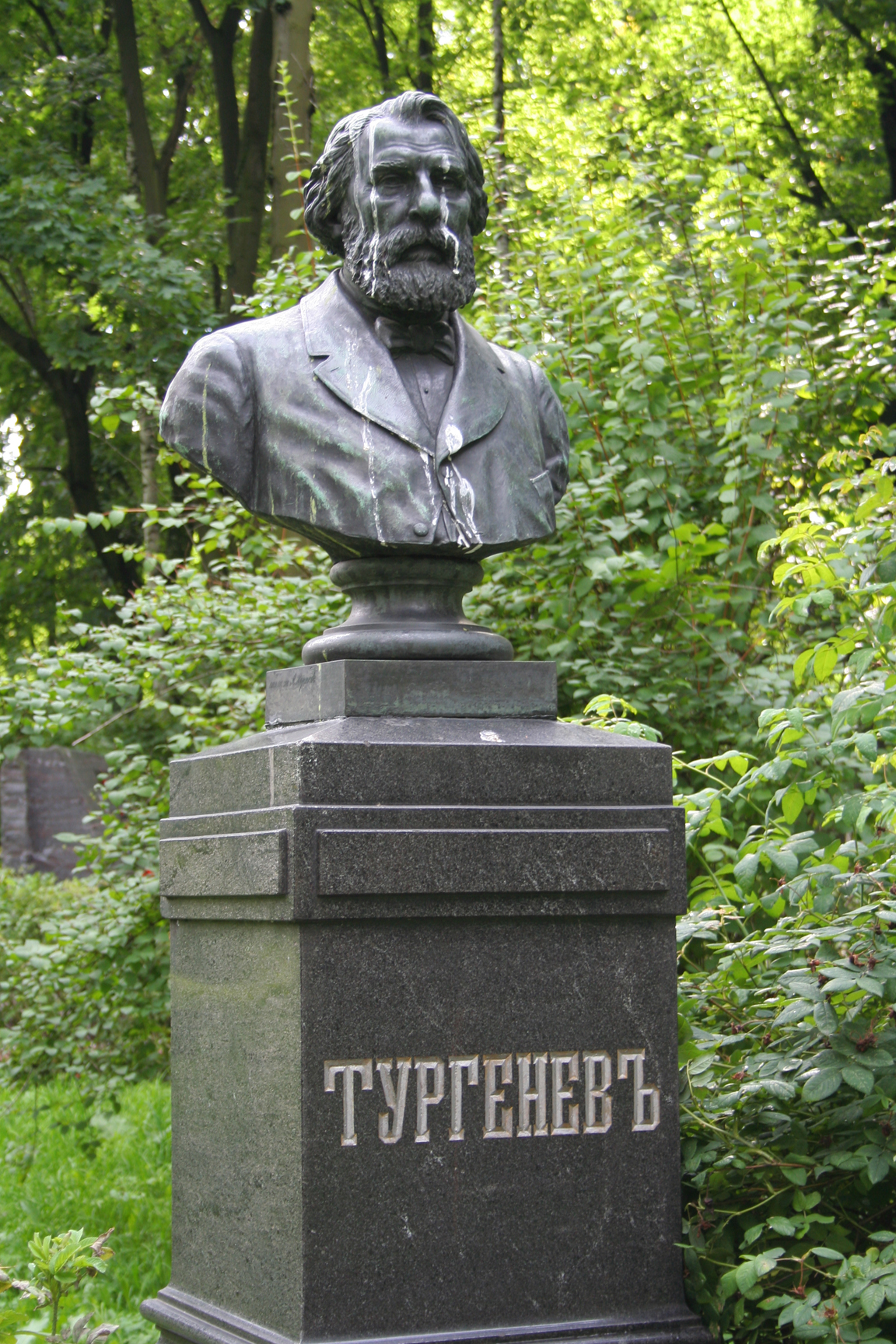
Grab von Turgenew

Da in Russland Gräber im Allgemeinen nicht neu belegt werden, sind auf dem Wolkowo-Friedhof bis heute zahlreiche historische Grabstätten erhalten geblieben, die aus dem 18. und 19. Jahrhundert stammen und teilweise Vertretern prominenter Adelsgeschlechter (darunter Galitzin, Trubezkoi, Jussupow und andere) ihre letzte Ruhestätte bieten.
Der bekannteste Abschnitt des Friedhofs sind die sogenannten Literatenbrücken, wo seit dem 19. Jahrhundert traditionell Schriftsteller und Publizisten, später auch Künstler, Wissenschaftler und Politiker, begraben werden. Der Name Literatenbrücken entstand ebenfalls im 19. Jahrhundert, wobei als „Brücken“ damals spezielle Holzbretter bezeichnet wurden, mit denen Friedhofswege befestigt wurden, um sie trotz Feuchtigkeit und Matsch passierbar zu machen.

### Autoren
- Al. Altajew (1872–1959), Schriftstellerin
- Leonid Andrejew (1871–1919), Schriftsteller
- Alexandra Annenskaja (1840–1915), Schriftstellerin
- Wissarion Belinski (1811–1848), Literaturkritiker[2]
- Olga Bergholz (1910–1975), Dichterin
- Alexander Blok (1880–1921), Dichter des Symbolismus[2]
- Nikolai Dobroljubow (1836–1861), Literaturkritiker
- Wsewolod Garschin (1855–1888), Schriftsteller
- Iwan Gontscharow (1812–1891), Romancier[2]
- Dmitri Grigorowitsch (1822–1900), Romancier, Kunsthistoriker
- Alexander Kuprin (1870–1938), Schriftsteller
- Michail Kusmin (1872–1936), Schriftsteller
- Nikolai Leskow (1831–1895), Schriftsteller
- Irina Odojewzewa (1895–1990), Dichterin
- Alexander Radischtschew (1749–1802), Philosoph und Schriftsteller (Grab nicht erhalten)
- Michail Saltykow-Schtschedrin (1826–1889), Satiriker[2]
- Iwan Turgenew (1818–1883), Schriftsteller[2]

### Bildende Künstler, Komponisten, Musiker
- Leonti Benois (1856–1928), Architekt
- Nikolai Benois (1813–1898), Architekt
- Isaak Brodski (1884–1939), Maler
- Ludwig Iwanowitsch Charlemagne (1784–1845), Architekt des Empire
- Jean Baptiste Charlemagne-Baudet (1734–1789), Bildhauer
- Leopold-August Dietrich (1877–1954), Bildhauer und Hochschullehrer
- Mariss Jansons (1943–2019), Dirigent
- Wassili Koslow (1887–1940), Bildhauer
- Juri Lochowinin (1924–1992), Bildhauer
- Jewsei Moissejenko (1916–1988), Künstler
- Andrei Petrow (1930–2006), Komponist
- Kusma Petrow-Wodkin (1878–1939), Maler und Grafiker
- Walentina Rybalko (1918–1991), Bildhauerin und Hochschullehrerin
- Isaak Schwarz (1923–2009), Komponist
- Fjodor Solnzew (1801–1892), Künstler
- Wassili Solowjow-Sedoi (1907–1979), Komponist
- Alexander Terebenjow (1815–1859), Bildhauer
- Iwan Terebenjow (1780–1815), Bildhauer und Karikaturist
- Konstantin Thon (1794–1881), Architekt
- Noi Trozki (1895–1940), Architekt
- Fjodor Werchowzew (1804–1867), Goldschmied und Mäzen
- Sergei Werchowzew (1843–1893), Bildhauer und Goldschmied
- Iwan Witali (1794–1855), Bildhauer

### Wissenschaftler
- Friedrich Julius von Baltz (1800–1873), Militäringenieur und Brückenbau-Ingenieur
- Wladimir Bechterew (1857–1927), Mediziner
- Abram Ioffe (1880–1960), Physiker
- Andrei Petrowitsch Kisseljow (1852–1940), Mathematiker
- Alexei Krylow (1863–1945), Schiffbauingenieur und Mathematiker
- Alexander Kusnezow (1877–1946), Metallurg und Hochschullehrer
- Franz Loewinson-Lessing (1861–1939), Petrograph und Hochschullehrer in Dorpat und St. Petersburg
- Bronislaw Malachowski (1867–1934), Eisenbahningenieur
- Andrei Markow (1856–1922), Mathematiker
- Dmitri Mendelejew (1834–1907), Chemiker
- Nikolai Miklucho-Maklai (1846–1888), Anthropologe und Forschungsreisender
- Iwan Pawlow (1849–1936), Physiologe, Medizin-Nobelpreisträger
- Alexander Popow (1859–1906), Pionier der Funktechnik
- Alexei Schachmatow (1864–1920), Sprachwissenschaftler
- Juli Schokalski (1856–1940), Ozeanograf und Kartograf
- Alexander Strauch (1832–1893), Zoologe
- Wladimir Juljewitsch Wiese (1886–1954), Ozeanograf und Polarforscher

### Sonstige bekannte Personen
- Oleksandr Afanassjew-Tschuschbynskyj (1816–1875), russisch-ukrainischer Historiker, Sprachwissenschaftler, Schriftsteller und Ethnologe
- Nikolai Akimow (1901–1968), sowjetischer Theaterregisseur und -produzent, Bühnenbildner sowie Grafiker
- Friedrich Breitfuss (1851–1911), russischer Philatelist, Mitglied der Royal Philatelic Society London (Lutheranischer Friedhof)[3]
- Marija Blank (1835–1916), Mutter Lenins[2]
- Julius Heinrich August Uljanowitsch von Denffer (1786–1860), deutsch-baltischer Gouverneur und Senator des Russischen Kaiserreiches
- Fjodor Engel (1769–1837), russischer Stabsoffizier, Staatssekretär und Senator
- Ignaz Aurelius Feßler (1756–1839), lutherischer Generalsuperintendent
- Karl Ludwig von Gerwais (1787–1852), russischer Generalmajor und Staatsrat hugenottischer Abstammung
- Franz Gesellius (1840–1900), deutscher Arzt und Journalist
- Christoph Casimir Lerche, Leibarzt des russischen Kaisers Alexander I.
- Oskar von Löwis of Menar (1830–1885), kaiserlich-russischer Generalmajor
- Wassili Merkurjew (1904–1978), Schauspieler, Schauspiellehrer und Theaterregisseur
- Alexander Freiherr von Nicolay (1821–1899), russischer Staatsbeamter und Politiker
- Georgi Plechanow (1856–1918), sozialistischer Philosoph
- Hermann Friedrich Röhrberg (1791–1871), Verkehrsingenieur
- Wera Sassulitsch (1849–1919), Revolutionärin
- Konstantin Sergejew (1910–1992), Balletttänzer
- Amand Struwe (1835–1898), Militäringenieur und Unternehmer
- Agrippina Waganowa (1879–1951), Balletttänzerin
- François Sainte de Wollant (1752–1818), Militäringenieur